# Vila Neumann
Vila Neumann je jednokatna zgrada u Europskoj aveniji 9 u Osijeku, Hrvatska.

## Opis
Vila Dr. Dragutina i Adele Neumann, gdje je od 1964. godine smješten Muzej likovnih umjetnosti, izgrađena je po projektima arhitekta Josipa pl. Vancaša 1895. godine. U odnosu na ugaonu lokaciju i tlocrtnu razigranu dispoziciju atraktivnog položaja i stilske prepoznatljivost to je arhitektura koja posjeduje i kulturno povijesnu vrijednost, kao kuća osječkog uglednog građanina i predsjednika hrvatskog sabora, a danas kao kulturna ustanova s novom funkcijom Muzeja likovnih umjetnosti. Reprezentativni primjer arhitekture kasnog historicizma s neorenesansnim estetskim komponentama, odlikuje se skladnošću i čistoćom kompozicije fasade u kojoj je uravnoteženi raster otvora dominantan.

## Zaštita
Pod oznakom Z-2336 zavedena je kao nepokretno kulturno dobro – nepokretna pojedinačna, pravna statusa zaštićena kulturnog dobra, klasificiran kao "javne građevine".